# Kudijiwka
Kudijiwka (ukr. Кудіївка) – wieś na Ukrainie, w obwodzie charkowskim, w rejonie charkowskim, w hromadzie Derhaczi. W 2001 liczyła 22 mieszkańców.